# Norbertine Bresslern-Roth
Norbertine Bresslern-Roth, née en 1891 et morte en 1978, est une peintre grazoise (Autriche).

## Biographie
Norbertine Bresslern-Roth naît en 1891 et meurt en 1978.
Elle est célèbre pour ses peintures d'animaux. Son tableau Schneesturm de 1971, montrant des bisons, a été adjugé fin 2018 à 321.000€, somme record pour son œuvre.